# Dichromodes ornata
Dichromodes ornata är en fjärilsart som beskrevs av Walker 1861. Dichromodes ornata ingår i släktet Dichromodes och familjen mätare. Inga underarter finns listade i Catalogue of Life.